# Regina Mount Royal (circonscription saskatchewanaise)
Pour les articles homonymes, voir Regina (homonymie) et Mount Royal.
Circonscription électorale provinciale du Canada
Regina Mount Royal est une circonscription provinciale de la Saskatchewan représentée à l'Assemblée législative de la Saskatchewan depuis 2024.

## Géographie
En 2024, la circonscription représente la partie ouest de la ville de Regina.

## Liste des députés
| Législature                                                                                 | Années                                                                                      | Député                                                                                      | Député                                                                                      | Parti                                                                                       |
| Regina Mount Royal Circonscription issue de Regina Rosemont, Regina Pasqua et Lumsden-Morse | Regina Mount Royal Circonscription issue de Regina Rosemont, Regina Pasqua et Lumsden-Morse | Regina Mount Royal Circonscription issue de Regina Rosemont, Regina Pasqua et Lumsden-Morse | Regina Mount Royal Circonscription issue de Regina Rosemont, Regina Pasqua et Lumsden-Morse | Regina Mount Royal Circonscription issue de Regina Rosemont, Regina Pasqua et Lumsden-Morse |
| ------------------------------------------------------------------------------------------- | ------------------------------------------------------------------------------------------- | ------------------------------------------------------------------------------------------- | ------------------------------------------------------------------------------------------- | ------------------------------------------------------------------------------------------- |
| 30e                                                                                         | 2024–en cours                                                                               |                                                                                             | Trent Wotherspoon                                                                           | Néo-démocrate                                                                               |